# Шараф-наме
«Шараф-наме» (перс. شرف نامه‎) — труд курдского историка Шараф-хана Бидлиси.
Единственный известный науке памятник, освещающий историю Курдистана и курдов, а также историю сопредельных стран позднего Средневековья.
Был написан на персидском языке в конце XVI века.

## Композиция
«Шараф-наме» делится на 5 частей. Содержание описывается в начале произведения:
- Первая часть описывает пять курдских династий [2].
- Вторая часть «О великих правителях Курдистана, которые хотя и не претендовали на султанский титул и не стремились к восшествию на престол, но иногда читали хутбу и чеканили монету со своим именем»[3].
- Третья часть об остальных правителях и эмирах Курдистана[3].
- Четвёртая часть содержит сведения по истории эмиров Битлиса[3].
- Пятая, заключительная часть — «История отмеченных великолепием султанов рода Усмана и государей Ирана и Турана, что были их современниками»[4].

## Переводы
Переведён на русский, арабский, турецкий и французский языки. Отдельные главы опубликованы на немецком языке. 
В 1972 году был издан на сорани — южно-курдском диалекте.